# Rusna
Rusna (en serbe cyrillique : Русна) est un village de Serbie situé dans la municipalité de Doljevac, district de Nišava. Au recensement de 2011, il comptait 405 habitants.

## Démographie
| 1948 | 1953 | 1961 | 1971 | 1981 | 1991 | 2002 | 2011 |
| ---- | ---- | ---- | ---- | ---- | ---- | ---- | ---- |
| 842  | 909  | 942  | 835  | 746  | 635  | 516  | 405  |

|  |